# Liste von Persönlichkeiten der Stadt Ferrara
Diese Liste enthält in Ferrara geborene Persönlichkeiten sowie solche, die in Ferrara gewirkt haben, dabei jedoch andernorts geboren wurden. Die Liste erhebt keinen Anspruch auf Vollständigkeit.

## In Ferrara geborene Persönlichkeiten

### Bis 1500
- Riccobaldo von Ferrara (1245/46 – nach 1318), Historiker und Geograph
- Azzo Visconti (1302–1339), Herr von Mailand
- Antonio Alberti (1390/1400 – vor 1449), Maler
- Bono da Ferrara (um 1420 – nach 1462), Maler der Spätgotik und Frührenaissance
- Tito Vespasiano Strozzi (1425–1505), Humanist
- Cosmè Tura (um 1430 – 1495), Maler
- Ercole I. d’Este (1431–1505), Herzog von Ferrara, Modena und Reggio (1471–1505)
- Francesco del Cossa (um 1435 – 1477), Maler
- Francesco Bianchi (1447–1510), Maler
- Girolamo Savonarola (1452–1498), Dominikaner und Bußprediger
- Domenico Maria da Novara (1454–1504), Mathematiker und Astronom
- Lorenzo Costa der Ältere (1460–1535), Maler
- Johannes Manardus (1462–1536), Arzt
- Antonio Tebaldeo (1463–1537), Dichter
- Boccaccio Boccaccino (um 1467 – 1524), Maler
- Isabella d’Este (1474–1539), Kulturperson
- Ludovico Bonaccioli (1475–1536), Arzt, Gynäkologe und Geburtshelfer, Leibarzt von Lucrezia Borgia
- Alfonso I. d’Este (1476–1534), Herzog von Ferrara, Modena und Reggio (1505–1534)
- Ludovico Mazzolino (um 1478 – ?), Maler
- Celio Calcagnini (1479–1541), italienischer Humanist
- Ippolito I. d’Este (1479–1520), Kardinal, Erzbischof von Mailand (1497–1520)
- Lilius Gregorius Giraldus (1479–1552), Gelehrter, Mythograph und Dichter
- Michele Coltellini (um 1480 – 1543), Maler
- Dosso Dossi (um 1480/90 – 1542), Maler
- Benvenuto Tisi Garofalo (1481–1559), Maler
- Camillo Filippi (um 1500 – 1574), Maler

### 1501 bis 1800
- Giambattista Giraldi (1504–1573), Dichter, Schriftsteller, Philosoph und Mediziner
- Ludovico Lombardo (1507/1509–1575), Bildhauer
- Ercole II. d’Este (1508–1559), Herzog von Ferrara, Modena und Reggio (1534–1559)
- Ippolito II. d’Este (1509–1572), Kardinal, Erzbischof von Mailand (1520–50 und 1558–59)
- Immanuel Tremellius (1510–1580), Exulant und reformierter Theologe
- Giovanni Battista Canano (1515–1579), Anatom, Stadtarzt, Priester und päpstlicher Leibarzt, mit Amato Lusitano Entdecker der Venenklappen der Vena azygos
- Eleonora d’Este (1515–1575), Prinzessin von Ferrara, Nonne
- Olympia Fulvia Morata (1526–1555), Dichterin, Humanistin
- Anna d’Este (1531–1607), Prinzessin von Ferrara, durch Ehen Herzogin von Guise bzw. von Nemours etc.
- Bartolomeo Filippo Faccini (1532–1577), Maler
- Sebastiano Filippi genannt Bastianino (um 1532–1602), Maler
- Alfonso II. d’Este (1533–1597), Herzog von Ferrara, Modena und Reggio (1559–97)
- Lodovico Agostini (1534–1590), Komponist, Sänger, Priester und Lehrer
- Cesare Filippi (1536 – nach 1602), Maler
- Giuseppe Mazzuoli, genannt Bastarolo (um 1536 – 1589), Maler
- Giovanni Battista Guarini (1538–1612), Dichter
- Luzzasco Luzzaschi (1544/55–1607), Komponist, Organist, „Capo di Concerti“ bei Hof
- Girolamo Faccini (1547–1614), Maler
- Aemilius Portus (1550–1614/15), Philologe und Hochschullehrer
- Ippolito Scarsella, genannt Scarsellino (1550/51–1620), Maler
- Ercole Pasquini (2. Hälfte 16. Jahrhundert – vor 1620), Organist und Komponist
- Francesco Sacrati (1567–1623), katholischer Priester und Bischof
- Vittoria Raffaella Aleotti (1575 – nach 1645), Komponistin, Organistin und Priorin in San Vito
- Guido Bentivoglio (1579–1644), Kardinal, Historiker und Politiker
- Giovanni Battista Deti (1580–1630), Kurienkardinal und Bischof
- Girolamo Frescobaldi (1583–1643), Komponist und Organist
- Carlo Emmanuele Pio di Savoia (1585–1641), Kardinal
- Alfonso III. d’Este (1591–1644), Herzog von Modena und Reggio (1628/29), dann Kapuziner
- Giovanni Riccioli (1598–1671), Priester und Astronom
- Francesco Costanzo Cattaneo (1602–1665), Maler
- Giacomo Corradi (1602–1666), Bischof und Kardinal
- Daniello Bartoli (1608–1685), Jesuit, Historiker und Schriftsteller
- Carlo Pio di Savoia der Jüngere (1622–1689), Bischof von Ferrara, Kardinal
- Giuseppe Lanzoni (1663–1730), Erster Arzt in Ferrara und Mitglied der Gelehrtenakademie „Leopoldina“
- Cornelio Bentivoglio (1668–1732), Kurienkardinal
- Bonaventura Barberini (1674–1743), Geistlicher
- Girolamo Baruffaldi (1675–1755), Geistlicher, Historiker und Dichter
- Isaak Lampronti (1679–1756), Rabbiner und jüdischer Gelehrter
- Sigismundo da Ferrara (1681–1753), Generalminister des Kapuzinerordens
- Giovanni Maria Riminaldi (1718–1789), Kardinal
- Guido Calcagnini (1725–1807), Kardinal
- Francesca Gabrieli (1759–nach 1803), Opernsängerin
- Leopoldo Cicognara (1767–1834), Kunsthistoriker, Kunstphilosoph und Bibliograph
- Luigi Rinaldo Legnani (1790–1877), Sänger, Gitarrist und Komponist
- Fidèle Sutter (1796–1883), Titularerzbischof von Ancyra

### 1801 bis 1900
- Carlo Mayr (1810–1882), Jurist und Politiker
- Temistocle Solera (1815–1878), Dichter und Librettist
- Giovanni Boldini (1842–1931), italienisch-französischer Maler
- Gaetano Previati (1852–1920), Maler
- Ugo Sani (1865–1945), General
- Gualtiero Tumiati (1876–1971), Schauspieler
- Adriano Andreani (1879–1960), Turner
- Guido Cristofori (1880–?), Turner
- Alfredo Accorsi (1881–1951), Turner
- Adriana Bisi Fabbri (1881–1918), Malerin und Karikaturistin
- Flaminio Bottoni (1881–?), Turner
- Bruno Buozzi (1881–1944), Gewerkschaftsführer und antifaschistischer Politiker
- Pietro Borsetti (1882–1955), Turner
- Ettore Massari (1883–1959), Turner
- Carlo Celada (1884–1957), Turner
- Bruto Buozzi (1885–1937), Turner
- Vittorio Cini (1885–1977), Großunternehmer
- Gastone Calabresi (1886–1916), Turner
- Giovanni Gasperini (1886–?), Turner
- Nemo Agodi (1888–1940), Turner
- Vincenzo Blo (1888–1967), Turner
- Giovanni Bonati (1889–1962), Turner
- Teresa Lodi (1889–1971), Bibliothekarin, Papyrologin und Paläographin
- Amedeo Marchi (1889–1968), Turner
- Gino Ravenna (1889–1944), Turner
- Antonio Cotichini (1890–nach 1908), Turner
- Adamo Bozzani (1891–1969), Turner
- Enrica Calabresi (1891–1944), Zoologin und Professorin für Agrarentomologie
- Tito Collevati (1891–1941), Turner
- Roberto Nardini (1891–?), Turner
- Gaetano Preti (1891–1963), Turner
- Italo Balbo (1896–1940), Luftwaffenminister und Luftmarschall
- Ulderico Fabbri (1897–1970), Bildhauer
- Carlo Savonuzzi (1897–1973), Bauingenieur

### Ab 1901
- Cesare Luporini (1909–1993), Philosoph, Literaturkritiker und Politiker
- Michelangelo Antonioni (1912–2007), Filmregisseur, Autor und Maler
- Antonio Battistella (1912–1980), Schauspieler
- Anacleto Angelini (1914–2007), italienisch-chilenischer Unternehmer
- Giorgio Bassani (1916–2000), Schriftsteller, Dichter, Romancier
- Albert Marvelli (1918–1946), Politiker
- Carlo Bassi (1923–2017), Architekt
- Paolo Ravenna (1926–2012), Rechtsanwalt und Schriftsteller
- Florestano Vancini (1926–2008), Filmregisseur
- Folco Quilici (1930–2018), Dokumentarfilmer und Autor
- Massimo Felisatti (1932–2016), Roman- und Drehbuchautor sowie Übersetzer
- Giampaolo Calanchini (1937–2007), Säbelfechter
- Giorgio Merighi (1939–2020), Operntenor
- Giorgio Ariani (1941–2016), Komiker und Schauspieler
- Franco Rest (1942–2022), deutscher Sterbebeistands- und Ethikforscher
- Ares Tavolazzi (* 1948), Fusion- und Jazzmusiker
- Michele De Lucchi (* 1951), Designer und Architekt
- Vittorio Sgarbi (* 1952), Kunstkritiker, Kurator, Kulturkommentator und Politiker
- Michele Ferrari (* 1953), Sportarzt
- Bruno Tonioli (* 1955), britisch-italienischer Talentshowjuror, Choreograf und Tänzer
- Alessio Zaccaria (1955–2025), Rechtswissenschaftler
- Dario Franceschini (* 1958), Politiker und Autor
- Giorgio Ascanelli (* 1959), Ingenieur
- Diego Marani (* 1959), Übersetzer und Revisor
- Anna Caterina Antonacci (* 1961), Opern- und Liedersängerin
- Luca Zanforlin (* 1965), Fernsehmoderator und Drehbuchautor
- Alessia Bauer (* 1970), Runologin
- Giulia Casoni (* 1978), Tennisspielerin
- Giulio Alvise Caselli (* 1979), deutsch-italienischer Opernsänger
- Michele Maccanti (* 1979), Radrennfahrer
- Francesco Bigoni (* 1982), Jazzmusiker

## Bekannte Einwohner von Ferrara
- Niccolò Leoniceno (1428–1524), Humanist, Übersetzer und Professor für Mathematik, Philosophie und Medizin
- Carlo Gesualdo (1566–1613), Komponist
- Teodoro Bonati (1724–1820), Wasserbauingenieur, Mathematiker und Arzt
- Diego José Abad (1727–1779), Jesuit, Schriftsteller, Pädagoge und Humanist
- Giorgio de Chirico (1888–1978), Maler und Grafiker